# Glengarry Glen Ross
Glengarry Glen Ross è un'opera teatrale del drammaturgo statunitense David Mamet, vincitrice del Premio Pulitzer per la drammaturgia nel 1984.

## Trama

### Primo atto
Ai quattro dipendenti di un'agenzia immobiliare di Chicago vengono dati dei contatti ai quali fornire dei contratti di vendita di alcune proprietà. Una sera, arriva in agenzia Blake, dipendente di Mitch & Murray, i proprietari dello studio, inviato per fare da motivatore: per risollevarsi da una difficile situazione economica, l'agenzia, tramite le parole di Blake, lancia una sfida a tutti i suoi dipendenti. Chi riuscirà a vendere di più avrà in premio una Cadillac Eldorado, il secondo riceverà un servizio di coltelli da bistecca, per tutti gli altri licenziamento imminente.
Ricky Roma, grande venditore e primo in classifica, cerca a tutti i costi di convincere un potenziale cliente, James Lingk, ad acquistare una serie di proprietà con la sua mirabolante parlantina. Dave Moss, polemico e pessimista, e George Aaronow, insicuro e ultimo della classifica, discutono sull'eventualità di irrompere nottetempo nell'ufficio e rubare i nuovi contatti destinati a chi vincerà la Cadillac e venderli alla concorrenza per un cospicuo pagamento. Shelley Levene, un tempo il miglior venditore dell'agenzia, sta attraversando un periodo di crisi: sua figlia è in ospedale e non può permettersi, economicamente parlando, di farcela restare ancora a lungo. Inoltre, già da un po' di tempo, Levene ha perso il suo tocco magico: non riesce più a concludere una vendita e a chiudere i contratti.
Il mattino dopo, i quattro venditori tornano in ufficio e scoprono che qualcuno ha rubato i contatti, i contratti e i telefoni, e il dirigente dell'ufficio Williamson li obbliga uno per uno a sottostare a un interrogatorio della polizia. Dopo l'interrogatorio, Moss se ne va via inveendo a gran voce contro Roma, il "primo della classe". Durante l'interrogatorio di Aaronow, Lingk arriva in ufficio dicendo a Roma che sua moglie vuole cancellare l'accordo fatto con lui la sera prima. Roma, pur di mantenere la fiducia che Lingk ha per lui, gli dice che l'assegno non è ancora stato inviato alla banca e che quindi c'è ancora tempo per convincere sua moglie a non cancellare niente. Williamson, ignaro del piano di Roma, rivela a Lingk che l'assegno è stato già inviato alla banca.

### Secondo atto
Levene, fiero di una vendita portata a termine quella mattina stessa, ne approfitta per prendersi gioco di Williamson, che lo aveva schernito la sera prima, ma, in un momento di spensieratezza, rivela di sapere che Williamson in verità non aveva mai portato in banca l'assegno del contratto di Roma, cosa che potrebbe sapere solo chi ha eseguito il colpo. Williamson costringe Levene a confessare e a dichiarare che è stato proprio lui, su consiglio di Moss, ad eseguire il furto. Inoltre WIlliamson dice a Levene che i coniugi con i quali ha chiuso il contratto quella mattina, i signori Nyborg, sono in realtà in completa bancarotta e si divertono a prendersi gioco dei venditori. L'assegno che hanno dato a Levene è pertanto fasullo. Levene, abbattuto dalla notizia, chiede a Williamson perché ci tiene così tanto a rovinarlo e lui gli risponde che è per mera antipatia. Levene cerca di muovere a compassione Williamson menzionandogli la figlia in ospedale, ma Williamson lo manda crudelmente a quel paese e ritorna nel suo ufficio per rivelare quanto ha saputo all'ispettore. Ignaro della colpevolezza di Levene, Roma esce dall'ufficio di Williamson e propone al suo collega e mentore di formare una società d'affari solo loro due un secondo prima che Levene venga convocato nell'ufficio di Williamson. Levene entra, sconfitto, nell'ufficio per sottostare all'interrogatorio.

## Produzioni principali
|                 | Londra, 1983  | Chicago, 1984    | Broadway, 1984 | Broadway, 2005   | Londra, 2007   | Broadway, 2012   | Londra, 2017     |
| --------------- | ------------- | ---------------- | -------------- | ---------------- | -------------- | ---------------- | ---------------- |
| Shelley Levene  | Derek Newark  | Robert Prosky    | Robert Prosky  | Alan Alda        | Jonathan Pryce | Al Pacino        | Stanley Townsend |
| John Williamson | Karl Johnson  | J. T. Walsh      | J. T. Walsh    | Frederick Weller | Peter McDonald | David Harbour    | Kris Marshall    |
| Dave Moss       | Trevor Ray    | James Tolkan     | James Tolkan   | Gordon Clapp     | Paul Freeman   | John C. McGinley | Robert Glenister |
| George Aaronow  | James Grant   | Mike Nussbaum    | Mike Nussbaum  | Jeffrey Tambor   | Paul Freeman   | Richard Schiff   | Don Warrington   |
| Richard Roma    | Jack Shepherd | Joe Mantegna     | Joe Mantegna   | Liev Schreiber   | Aidan Gillen   | Bobby Cannavale  | Christian Slater |
| James Lingk     | Tony Haygarth | William Petersen | Lane Smith     | Tom Wopat        | Tom Smith      | Jeremy Shamos    | Daniel Ryan      |
| Baylen          | John Tams     | Jack Wallace     | Jack Wallace   | Jordan Lage      | Shane Attwooll | Murphy Guyer     | Oliver Ryan      |

## Rappresentazioni italiane
La prima rappresentazione italiana, prodotta del Teatro Stabile di Genova, è andata in scena il 20 dicembre 1985 presso il Teatro Civico di La Spezia, regia di Luca Barbareschi, scene di Paolo Polli, costumi di Silvia Bisconti. Interpreti: Paolo Graziosi, Ugo Maria Morosi, Sebastiano Tringali, Camillo Milli, Luigi Montini, Aldo Amoroso, Roberto Alinghieri.

## Adattamento cinematografico
Nel 1992 James Foley ha diretto un adattamento cinematografico della pièce, Americani, con Al Pacino, Jack Lemmon, Alan Arkin, Kevin Spacey, Ed Harris, Alec Baldwin e Jonathan Pryce.